# Col de Chaude
Col de Chaude är ett bergspass i Schweiz. Det ligger i distriktet Aigle och kantonen Vaud, i den sydvästra delen av landet, 70 km sydväst om huvudstaden Bern. Col de Chaude ligger 1 621 meter över havet.